# اثنين على الرصيف (فلم)
اثنين على الرصيف فيلم مصري إنتاج عام 2007.

## بطولة
- سامح يسري
- جيهان قمري
- إيناس النجار
- وحيد سيف
- ماهر عصام
- عادل الفار

## روابط خارجية
- مقالات تستعمل روابط فنية بلا صلة مع ويكي بيانات